# Lambis arachnoides
Espèce
Lambis arachnoides est une espèce de mollusques gastéropodes de la famille des Strombidae.

## Systématique
L'espèce Lambis arachnoides a été décrite en 1971 par le paléontologue et malacologiste japonais Tokio Shikama (d) (1912-1978) sous le protonyme de Lambis (Millepes) arachnoides.

## Répartition
Lambis arachnoides se rencontre aux Philippines.

## Description
La coquille de l'holotype de Lambis arachnoides mesure 145 mm de hauteur et 100 mm de largeur.

## Publication originale
- (en) Tokio Shikama, « On some noteworthy marine gastropoda from southwestern Japan (III) », Science reports of the Yokohama National University. Section II, Biological and geological sciences, 横浜国大, vol. 18,‎ 1971, p. 27-35 (ISSN 0513-5613, lire en ligne).